# یوشینوری هیگاشی‌کاوا
یوشینوری هیگاشی‌کاوا (ژاپنی: 東川 昌典؛ زادهٔ ۳۰ سپتامبر ۱۹۶۴) یک بازیکن فوتبال اهل ژاپن است.
از باشگاه‌هایی که در آن بازی کرده‌است می‌توان به باشگاه فوتبال جوبیلو ایواتا اشاره کرد.